# أكل باد (محرر نصوص)
أكل باد محرر نصوص صغير الحجم وقابل للتمدد تم تطويره للعمل على أنظمة ميكروسوفت ويندوز وبالإمكان تشغيله على برنامج واين وهو برنامج قادر على تشغيل البرامج المخصصة للعمل على أنظمة ويندوز في الأنظمة الشبيهة بيونكس مثل لينكس، وقد ذكر مؤسس المشروع أن أكل باد بإمكانه استبدال محرر النصوص نوتباد وأنه أيضاً يحوي العديد من المزايا التي يفتقر إليها محرر نوتباد.
و على الرغم من أن أكل باد تم تطويره كمحرر نصوص إلا أن استخدام الإضافات المخصصة له تعطي قوة للمحرر تجعله يتفوق على نوتباد، ويقوم أكل باد بإظهار النصوص باستخدام برمجية صممت لهذا الغرض وهي برمجية -أكل إديت (AkelEdit)- وتقوم هذه البرمجية باعطاء أكل باد سيطرة أكبر على عملية أظهار النصوص والوظائف المتعلقة بهذه الجزئية كما تعتبر هذه البرمجية بديلاً عن برمجية ويندوز المسمى -ريتش إديت (Rich Edit)-
و يعتبر أكل باد أحد البرمجيات الحرة والمفتوحة المصدر وقد تمت استضافته على موقع سورس فورج حيث تم تحميله من هذا الموقع لأكثر من مليوني مرة.

## تاريخ أكل باد
- في عام 2003 تم إطلاق اللإصدارة الأولى للمحرر بواسطة أليكسي كوزنيتسوف وكانت هذه الإصدارة باللغة الروسية فقط ولم تكن الشيفرة المصدرية متاحة.
- في شهر فبراير من العام 2007 تم إطلاق الإصدارة 2.1.9 وتم إضافة اللغة الإنجليزية وتم إتاحة الشيفرة المصدرية للمستخدمين على منصة سورس فورج.
- في شهر أبريل من العام 2007 تم إطلاق الإصدارة 2.2.1a، وهي اَخر إصدارة من الفرع الرئيسي رقم (2) وتم بعدها البدء بتطوير الفرع رقم (3) بواسطة المبرمج أليكسندر شينجالتز.
- في شهر يوليو من العام 2007 تم إطلاق الإصدارة 3.0 (بيتا) بحيث تم إعادة تصميم البرنامج وإيجاد الدعم للإضافات بالإضافة إلى دعم وحدات اللغات ونمط واجهة المستندات المتعددة.
- في شهر يوليو من العام 2008 تم إطلاق الإصدارة 3.6.0، وهي اَخر إصدارة رسمية من الفرع الرئيسي رقم (3) حيث تم بعدها إطلاق إصدارات فرعية إلى أن وصلت إلى الإصدارة 3.7.3 وذلك بهدف معالجة الأخطاء البرمجية وإضافة التوافقية مع الفرع الرئيسي (4) من المشروع.
- في شهر مايو من العام 2008 تم إطلاق الإصدارة 4.0 (ألفا) حيث تم فيها إلغاء الاعتمادية على برمجية ويندوز -ريتش إديت (Rich Edit)- واستخدام برمجية -أكل إديت (AkelEdit)- بديلاً عنها.
- في شهر أغسطس من العام 2008 تم إطلاق الإصدارة 4.0 (النهائية) حيث تم صيانة الإصدارة رقم 3.6.0 وما بعدها بهدف التوافقية من الفرع الرئيسي رقم (4).

## المزايا والخصائص
نسرد تالياً بعض المزايا والخصائص التي يضمها أكل باد ويفتقر لها نوتباد:
- دعم واجهة المستندات المتعددة (tabbed multiple document interface) المعتمدة على الألسن، ودعم واجهة المستندات المفردة (single document interface).
- السحب و الإفلات على واجهة المستندات المفردة أو بين ألسن واجهة المستندات المتعددة.
- تقسيم نافذة التحرير إلى جزء واحد أو جزئين أو أربعة أجزاء لنفس الملف وفي وقت واحد.
- معالجة علامات نهاية السطور لكل من دوس، ويندوز، ماك، أو يونكس.
- اختيار وتحديد النصوص على شكل:
  - أفقي (تحديد بالسطور).
  - عامودي (تحديد بالأعمدة).

و ينطبق على النصوص المختارة أو المحددة معظم وظائف المحرر (أزاحة، قص، نسخ، لصق، وغيرها من الوظائف).
- قابلية التوسع في الوظائف التي يستطيع أكل باد القيام بها وذلك عن طريق العدد الكبير من الإضافات المخصصة له.
- قابلية العمل على الملفات الكبيرة والضخمة (محدود بحجم الذاكرة الرئيسية لجهاز الحاسوب).
- دعم كامل لمعيار اليونيكود النصي في الأنظمة التي تحوي دعم اليونيكود (و يشمل ذلك أنظمة ويندوز أن تي وما بعدها).
- دعم أي تشفير نصي منصّب على نظام المستخدم.
- القدرة على إعادة تحويل التشفير النصي إلى تشفير نصي اَخر.
- معاينة الملف قبل فتحه.
- معاينة ما قبل الطباعة.
- طباعة النصوص بالألوان.
- القدرة على العمل في بيئات تخزينية محمولة (مثل يو أس بي).
- بشكل اختياري يدعم فتح الملفات على نمط «القراءة فقط» لتجنب إحداث أي تغيير على النصوص وتخزينه.
- بشكل اختياري يدعم تذكر علامة وقوف مؤشر التحرير السابقة بالإضافة إلى معيار التشفير النصي السابق للملف.
- يستطيع المستخدمون إعداد الثيمات الملونة التي سيظهر عليها الملف عند فتحه.
- دليل استخدام ودليل إضافات مفصل وقابل للبحث فيه.
- إن رغب المستخدم فأكل باد لديه القدرة على البحث عن الكلمات في الوثائق المتعددة في حال استخدام واجهة المستندات المتعددة المعتمدة على الألسن.

## اليونيكود والتشفير النصي
يستطيع أكل باد معالجة جميع النصوص التي تطبق معايير اليونيكود ويشمل ذلك (تشفير UTF-8) و (تشفير UTF-16) و (تشفير UTF-32) ويستطيع أيضاً القيام بكشف الملفات التي تطبق معايير اليونيكود مع أو بدون وجود علامة ترتيب البايتات ويستطيع المستخدمون إنشاء أو عدم إنشاء علامة ترتيب البايتات عند تخزين الملفات. ويستطيع أكل باد أيضاً استخدام التشفيرات النصية الموجودة على نظام المستخدم لقراءة الملفات وتخزينها بالإضافة إلى قدرته على التحويل بين التشفيرات النصية.
و من قدراته أيضاً كشف الملفات الغير نصية (مثل الملفات الثنائية) ويقوم بتنبيه المستخدم عن ذلك من خلال رسالة حوارية وطبعاً لا يعني ذلك أن الملفات الغير نصية لا يمكن تحريرها بل يستطيع المستخدمون وعن طريق أكل باد تحرير هذه الملفات وحفظها أيضاً إن رغبوا في ذلك.

## الإضافات
تم تصميم هيكلية أكل باد بطريقة تسمح له بتوسيع وظائفه عن طريق الإضافات وذلك من خلال ما يعرف بمكتبة الربط الديناميكي (DLL) وحالياً يوجد على موقع أكل باد الإلكتروني 31 إضافة ونسرد تالياً بعض أهم هذه الإضافات:
- الإضافة كودر (Coder) - تتيح المجال للمستخدمين بالقيام بطي النصوص ودعم الإكمال التلقائي وتمييز أو تعليم الصيغة بالإضافة إلى الثيمات الملونة.
- الإضافة كونتكست مينيو (ContextMenu) - تتيح المجال للمستخدمين بالقيام بتخصيص القائمة الرئيسية وبعض القوائم الجانبية.
- الإضافة توول بار (ToolBar) - تتيح المجال للمستخدمين بالقيام بتخصيص أشرطة الأدوات وتستطيع أزرار هذه القوائم استدعاء برامج خارجية (خارج نطاق المحرر) في حال الرغبة بذلك.
- الإضافة أكسبلورر (Explorer) - تتيح المجال للمستخدمين بالقيام بتضمين مستكشف ويندوز (Windows Explorer) على جزء منفصل في واجهة المستخدم.
- الإضافة سكريبتس (Scripts) - تتيح المجال للمستخدمين بالقيام باستدعاء أكثر من 40 وظيفة داخلية خاصة بأكل باد.
- الإضافة هوت كييز (Hotkeys) - تتيح المجال للمستخدمين بالقيام بتعيين الوظائف على تركيبات محددة من أزرار لوحة المفاتيح وبإمكان هذه الوظائف أن تكون داخلية (على مستوى محرر النصوص) أو خارجية (على مستوى برامج نظام التشغيل) أو أن تكون لها علاقة بإضافات أخرى للمحرر.
- الإضافة سبيشال كار (SpecialChar) - تتيح المجال للمستخدمين بالقيام بتشغيل أو توقيف خاصية إظهار الأحرف الخاصة (مثل المسافة، سطر جديد).

و بالإمكان أيضاً إيجاد المزيد من الإضافات في الموقع الإلكتروني المخصص لإضافات أكل باد.

## محدث أكل باد (AkelUpdater)

لقطة شاشة لبرمجية أكل أبديتر (AkelUpdater)

وفقاً لمنتديات أكل باد فإن أكل باد يتم تحديثه بشكل نشط وذلك يشمل كل من محرر النصوص نفسه والإضافات المخصصة له ومع وجود ما يقارب من 30 إضافة إلى هذا الوقت فإن تطويرها وتحسين أداءها يعد عملاً روتينياً ومن هذا المنطلق قام مطوروا أكل باد بتخصيص الوقت لإنشاء برمجية للمساعدة على تحديث المحرر وإضافاته وهذه البرمجية تسمى أكل أبديتر (AkelUpdater)، وتقوم هذه البرمجية بالاتصال بقاعدة بيانات موجودة على خادم ويب ومخصصة لهذا الغرض وبعد إنشاء الاتصال بنجاح تقوم البرمجية بتحديد الإضافات المحدثة بالإضافة إلى فحص نسخة المحرر نفسه وتحديد إذا ما كان هناك أي تحديث عليه ومن ثم تقوم بعرض هذه البيانات على المستخدم وبدوره يقوم المستخدم بتحديد الإضافات التي يريد تحديثها ومن ثم يتم إرسال أمر عبر الويب إلى الخادم الذي يستضيف هذه التحديثات بحيث يتم تحميلها على شكل ملفات مضغوطة (Zipped Files) ومن ثم يتم فك الضغط عن هذه الملفات وتنصيب التحديثات المختارة.
و تجدر الإشارة هنا إلى أنه كي تتم عملية التحديث عبر أكل أبديتر (AkelUpdater) بنجاح فإنه يجب على نظام المستخدم أن يكون على اتصال بالشبكة العنكبوتية، ويمكن للمستخدمين القيام بتحميل البرمجية من موقع أكل باد الإلكتروني.